# Sadenbecker Brandhorst
Das Naturschutzgebiet Sadenbecker Brandhorst liegt im Landkreis Prignitz in Brandenburg. Es erstreckt sich zwischen den beiden Ortsteilen der Stadt Pritzwalk Falkenhagen im Westen und Kuckuck im Osten. Nordöstlich verläuft die A 24, unweit westlich fließt die Kunkeltasche und südöstlich die Dömnitz, ein linker Nebenfluss der Stepenitz.

## Bedeutung
Das rund 80,8 ha große Gebiet mit der Kenn-Nummer 1491 wurde mit Verordnung vom 26. Juni 1997 unter Naturschutz gestellt. 2018 gingen Teile im Naturschutzgebiet Dömnitz auf.